# Coublanc (Saône-et-Loire)
Pour les articles homonymes, voir Coublanc.
Coublanc est une commune française située dans le département de Saône-et-Loire, en région Bourgogne-Franche-Comté.

## Voies de communication

### Transports en commun

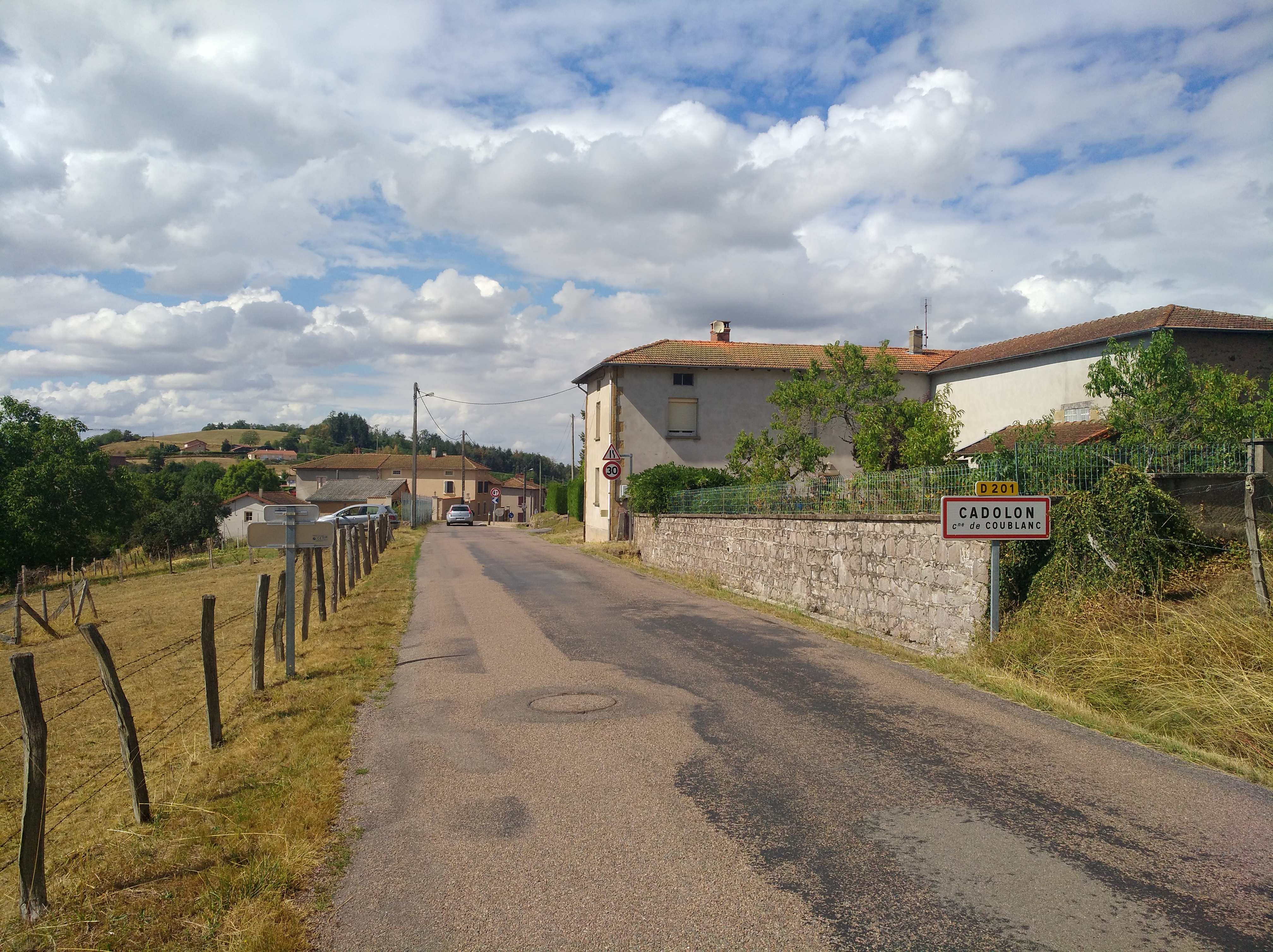
Entrée dans le hameau de Cadolon par la RD 201.

Une ligne régulière d'autocar reliant Chauffailles à Roanne dessert quotidiennement Coublanc avec trois arrêts, l'un à Cadolon, un autre à l'Orme, un autre enfin au Pont des Rigoles. Contribuant aussi à désenclaver la commune et tout le canton la voie ferrée Lyon-Paray-le-Monial place la gare de Chauffailles à 9 km seulement de Coublanc. La gare ferroviaire de Roanne sur la ligne Lyon-Paris se trouve à 28 km.

### Climat
Pour des articles plus généraux, voir Climat de la Bourgogne-Franche-Comté et Climat de Saône-et-Loire.
En 2010, le climat de la commune est de type climat océanique dégradé des plaines du Centre et du Nord, selon une étude du Centre national de la recherche scientifique s'appuyant sur une série de données couvrant la période 1971-2000. En 2020, Météo-France publie une typologie des climats de la France métropolitaine dans laquelle la commune est exposée à un climat de montagne ou de marges de montagne et est dans la région climatique Centre et contreforts nord du Massif Central, caractérisée par un air sec en été et un bon ensoleillement.
Pour la période 1971-2000, la température annuelle moyenne est de 10,3 °C, avec une amplitude thermique annuelle de 16,5 °C. Le cumul annuel moyen de précipitations est de 900 mm, avec 11,3 jours de précipitations en janvier et 7,7 jours en juillet. Pour la période 1991-2020, la température moyenne annuelle observée sur la station météorologique de Météo-France la plus proche, « Charlieu », sur la commune de Charlieu à 8 km à vol d'oiseau, est de 11,6 °C et le cumul annuel moyen de précipitations est de 769,3 mm. 
La température maximale relevée sur cette station est de 41 °C, atteinte le 24 juillet 2019 ; la température minimale est de −16 °C, atteinte le 13 janvier 2003,,.
Les paramètres climatiques de la commune ont été estimés pour le milieu du siècle (2041-2070) selon différents scénarios d'émission de gaz à effet de serre à partir des nouvelles projections climatiques de référence DRIAS-2020. Ils sont consultables sur un site dédié publié par Météo-France en novembre 2022.

## Urbanisme

### Typologie
Au 1er janvier 2024, Coublanc est catégorisée commune rurale à habitat dispersé, selon la nouvelle grille communale de densité à sept niveaux définie par l'Insee en 2022.
Elle appartient à l'unité urbaine de Chauffailles, une agglomération inter-régionale regroupant cinq  communes, dont elle est une commune de la banlieue,,. Par ailleurs la commune fait partie de l'aire d'attraction de Chauffailles, dont elle est une commune de la couronne,. Cette aire, qui regroupe 9 communes, est catégorisée dans les aires de moins de 50 000 habitants,.

### Occupation des sols
L'occupation des sols de la commune, telle qu'elle ressort de la base de données européenne d’occupation biophysique des sols Corine Land Cover (CLC), est marquée par l'importance des territoires agricoles (78,8 % en 2018), en diminution par rapport à 1990 (81,7 %). La répartition détaillée en 2018 est la suivante : prairies (57 %), zones agricoles hétérogènes (19,2 %), zones urbanisées (11 %), forêts (10,2 %), terres arables (2,7 %). L'évolution de l’occupation des sols de la commune et de ses infrastructures peut être observée sur les différentes représentations cartographiques du territoire : la carte de Cassini (XVIIIe siècle), la carte d'état-major (1820-1866) et les cartes ou photos aériennes de l'IGN pour la période actuelle (1950 à aujourd'hui).

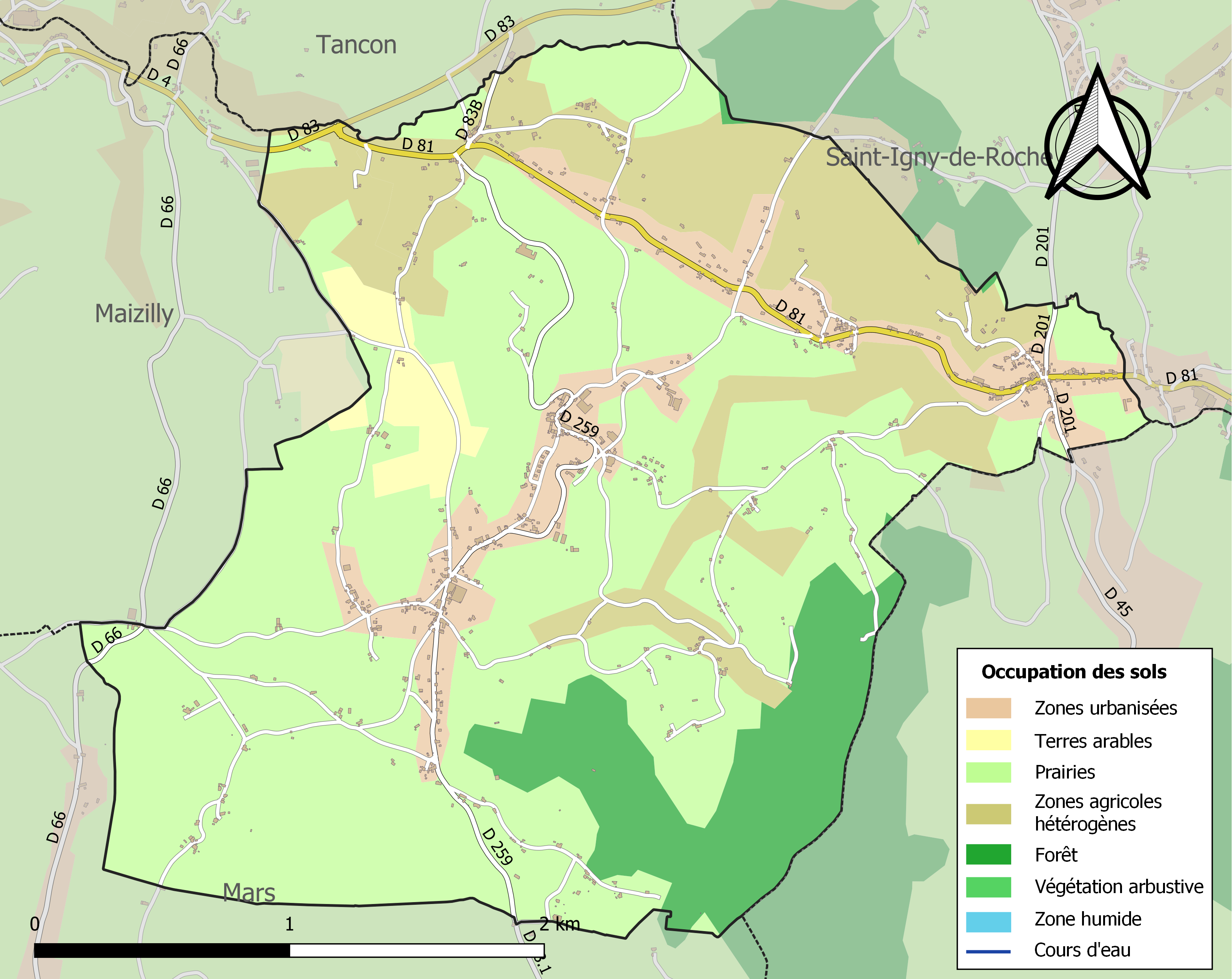
Carte des infrastructures et de l'occupation des sols de la commune en 2018 (CLC).

## Politique et administration

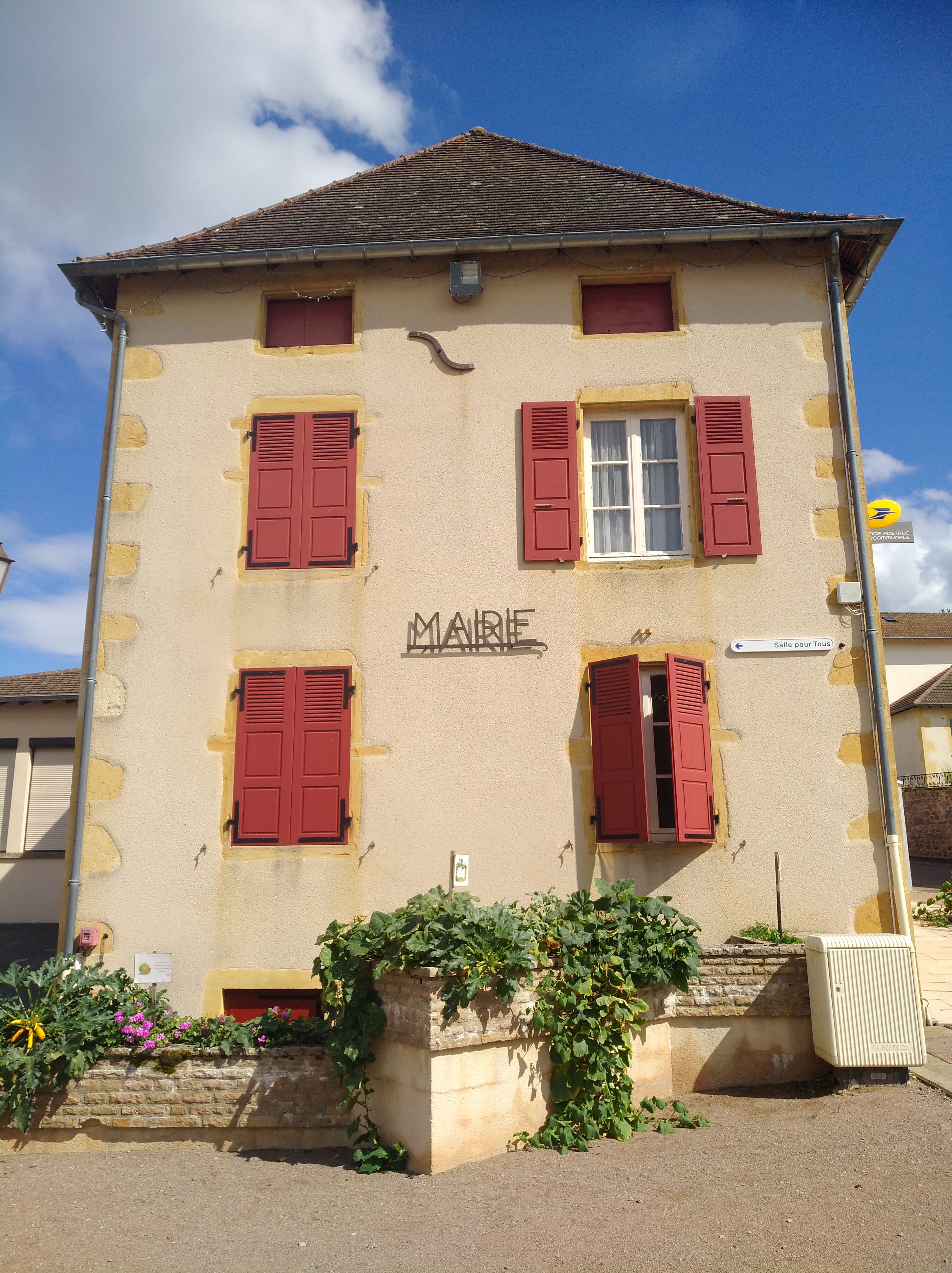
Mairie de Coublanc.

| Période                                  | Période   | Identité             | Étiquette | Qualité                                             |
| ---------------------------------------- | --------- | -------------------- | --------- | --------------------------------------------------- |
| juin 2020                                | en cours  | Nicolas Crasnier     |           |                                                     |
| mars 2014                                | juin 2020 | Christine Delille    |           |                                                     |
| mars 2008                                | mars 2014 | Grégory Dabert       |           |                                                     |
| mars 1971                                | mars 2008 | Jean Lautrey         | UMP       | Ancien conseiller général du canton de Chauffailles |
| mars 1959                                | mars 1971 | Raymond Jolivet      |           |                                                     |
| 1957                                     | mars 1959 | Emile Perrin         |           |                                                     |
| 1955                                     | 1957      | Joseph Auclerc       |           |                                                     |
| 1945                                     | 1955      | Emile Perrin         |           |                                                     |
| 1943                                     | 1945      | Maxime Bertillot     |           |                                                     |
| 1924                                     | 1943      | Rémy Joly            |           |                                                     |
| 1919                                     | 1924      | Philibert Danière    |           |                                                     |
| 1912                                     | 1919      | Louis Buchet         |           |                                                     |
| 1904                                     | 1912      | Jean-Nicolas Auclair |           |                                                     |
| 1902                                     | 1904      | Jean-Marie Auclair   |           |                                                     |
| 1892                                     | 1902      | Auguste Joly         |           |                                                     |
| 1888                                     | 1892      | Jean-Marie Auclair   |           |                                                     |
| 1881                                     | 1888      | Pierre Auclair       |           |                                                     |
| Les données manquantes sont à compléter. |           |                      |           |                                                     |

L'évolution du nombre d'habitants est connue à travers les recensements de la population effectués dans la commune depuis 1793. Pour les communes de moins de 10 000 habitants, une enquête de recensement portant sur toute la population est réalisée tous les cinq ans, les populations de référence des années intermédiaires étant quant à elles estimées par interpolation ou extrapolation. Pour la commune, le premier recensement exhaustif entrant dans le cadre du nouveau dispositif a été réalisé en 2005.

En 2022, la commune comptait 839 habitants, en évolution de −0,47 % par rapport à 2016 (Saône-et-Loire : −1,06 %, France hors Mayotte : +2,11 %).
| 1793 | 1800 | 1806 | 1821  | 1831  | 1836  | 1841  | 1846  | 1851  |
| ---- | ---- | ---- | ----- | ----- | ----- | ----- | ----- | ----- |
| 783  | 699  | 800  | 1 058 | 1 169 | 1 400 | 1 457 | 1 568 | 1 671 |

| 1856  | 1861  | 1866  | 1872  | 1876  | 1881  | 1886  | 1891  | 1896  |
| ----- | ----- | ----- | ----- | ----- | ----- | ----- | ----- | ----- |
| 1 706 | 1 712 | 1 827 | 1 911 | 2 042 | 2 083 | 2 039 | 1 935 | 1 915 |

| 1901  | 1906  | 1911  | 1921  | 1926  | 1931  | 1936  | 1946 | 1954 |
| ----- | ----- | ----- | ----- | ----- | ----- | ----- | ---- | ---- |
| 1 846 | 1 780 | 1 513 | 1 211 | 1 162 | 1 133 | 1 042 | 892  | 850  |

| 1962 | 1968 | 1975 | 1982 | 1990 | 1999 | 2005 | 2006 | 2010 |
| ---- | ---- | ---- | ---- | ---- | ---- | ---- | ---- | ---- |
| 863  | 747  | 779  | 880  | 882  | 898  | 892  | 896  | 885  |

| 2015 | 2020 | 2022 | - | - | - | - | - | - |
| ---- | ---- | ---- | - | - | - | - | - | - |
| 851  | 847  | 839  | - | - | - | - | - | - |

## Culture locale et patrimoine

### Lieux et monuments

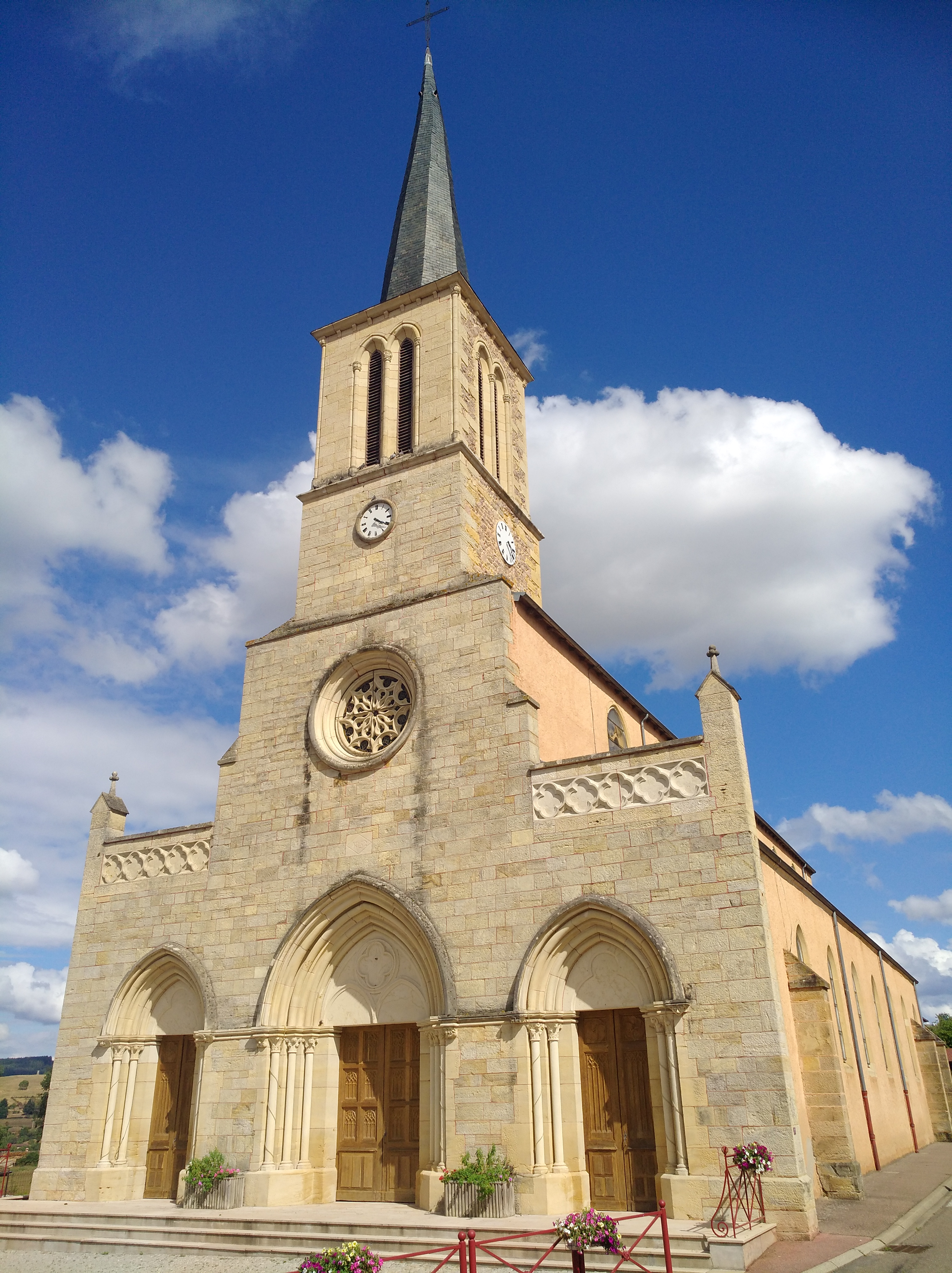
Façade de l'église Sainte-Madeleine.

Église paroissiale Sainte-Madeleine : elle est construite à partir de 1852, sur les plans de l'architecte Berthier, afin de remplacer une église antérieure en mauvais état et devenue trop petite. Elle fut consacrée le 5 octobre 1869, en présence de Mgr Dubuis et de l'abbé Bellet, curé de Coublanc. L'église est de style néo-gothique, la façade est en calcaire ocre. Elle se compose d'une nef de six travées, de bas-côtés. Petite curiosité : elle possède un « vitrail du souvenir », composé sur le thème de la Première Guerre mondiale (un soldat, tête nue, met un genou en terre devant sainte Thérèse, qui l'invite à se relever).

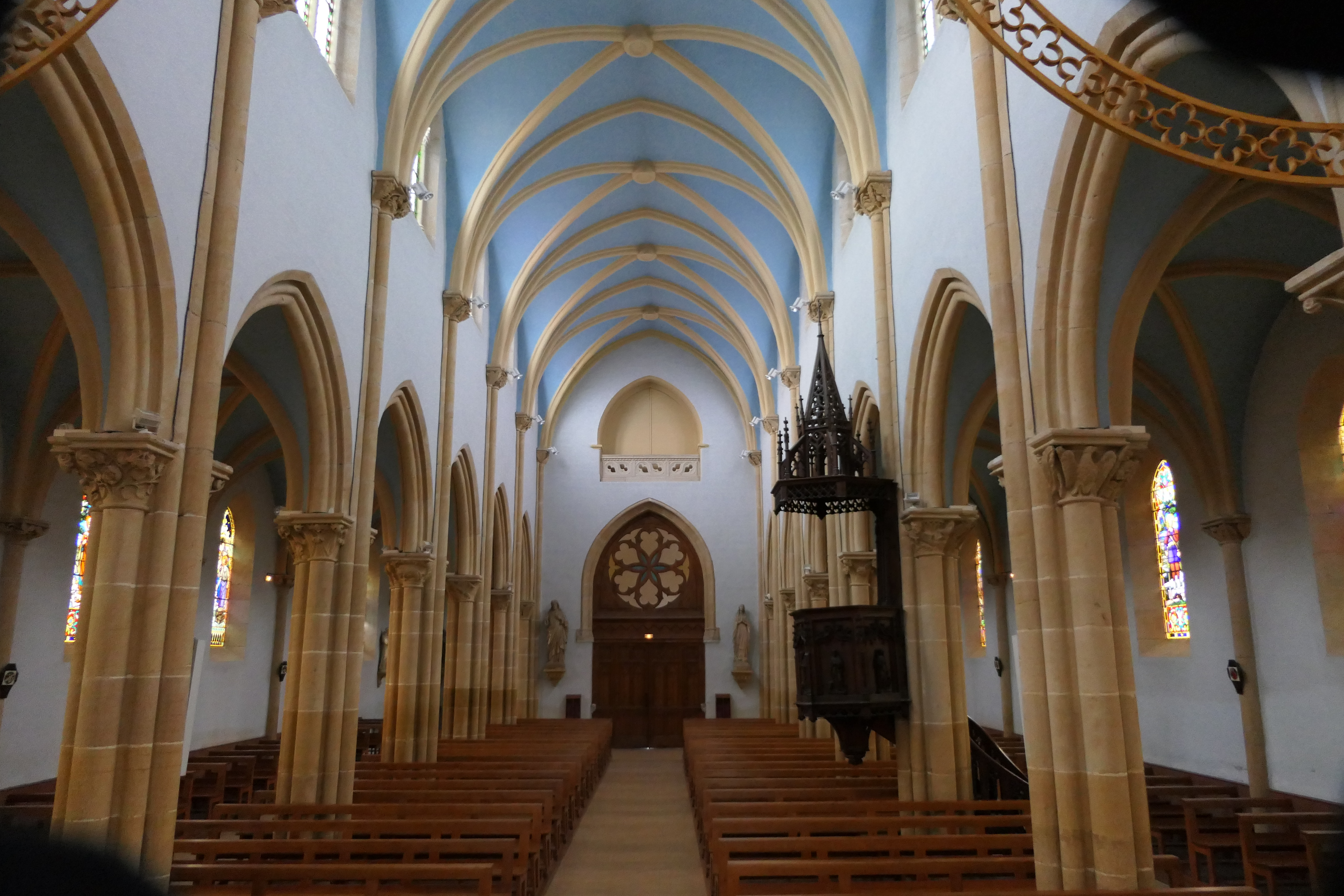
Nef de l'église.
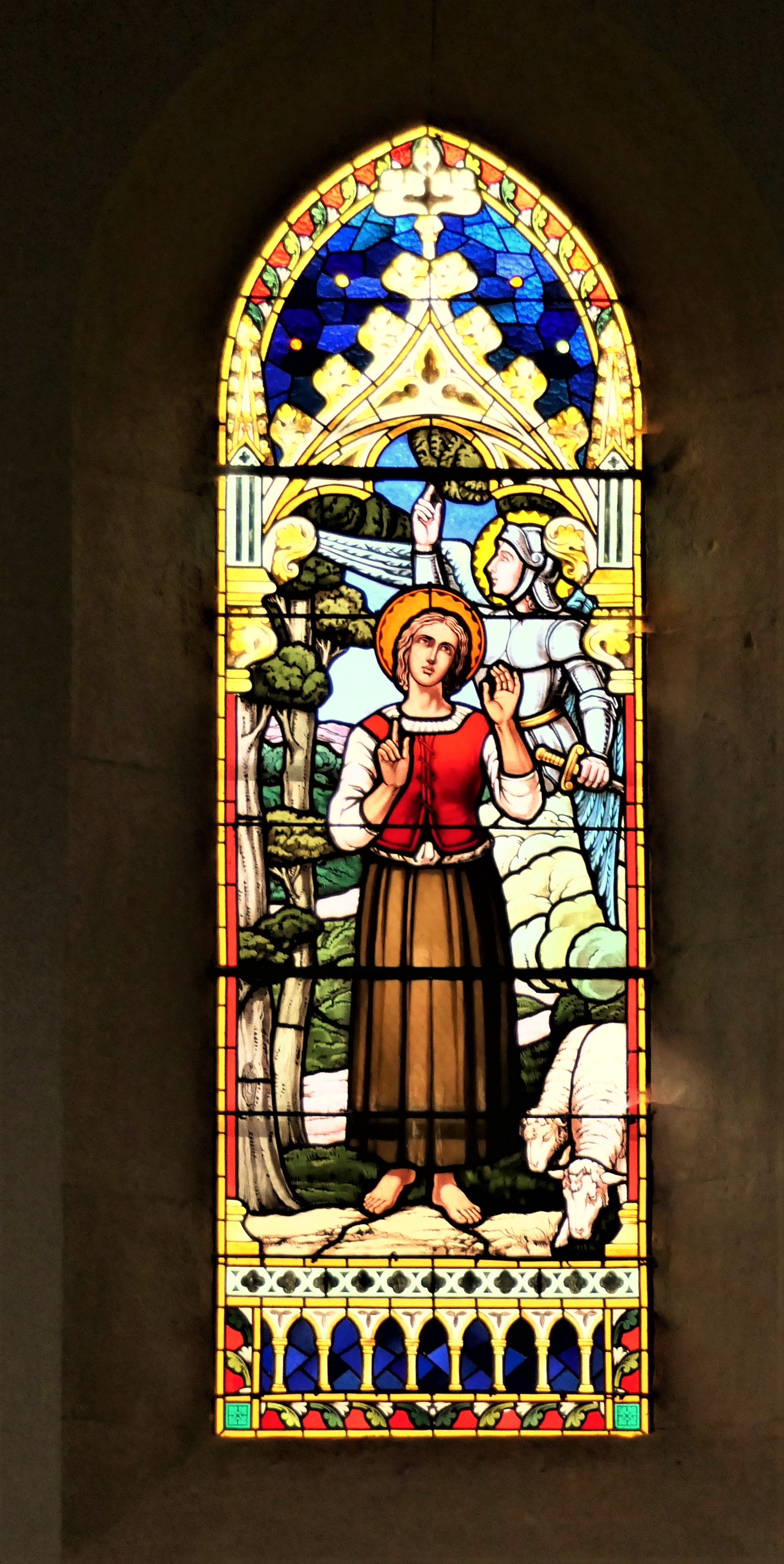
Vitrail, Jeanne d'Arc.
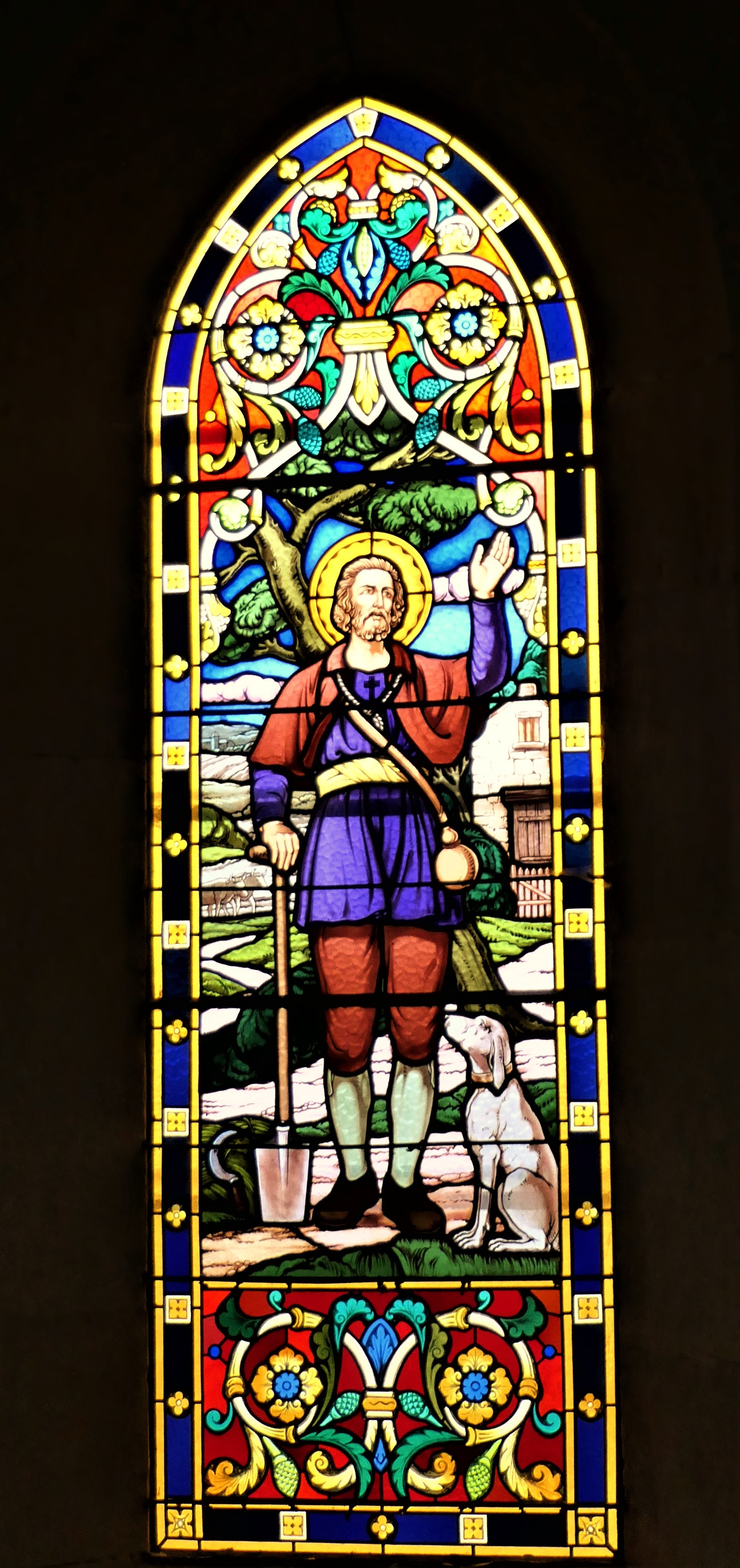
Vitrail, saint Isidore.
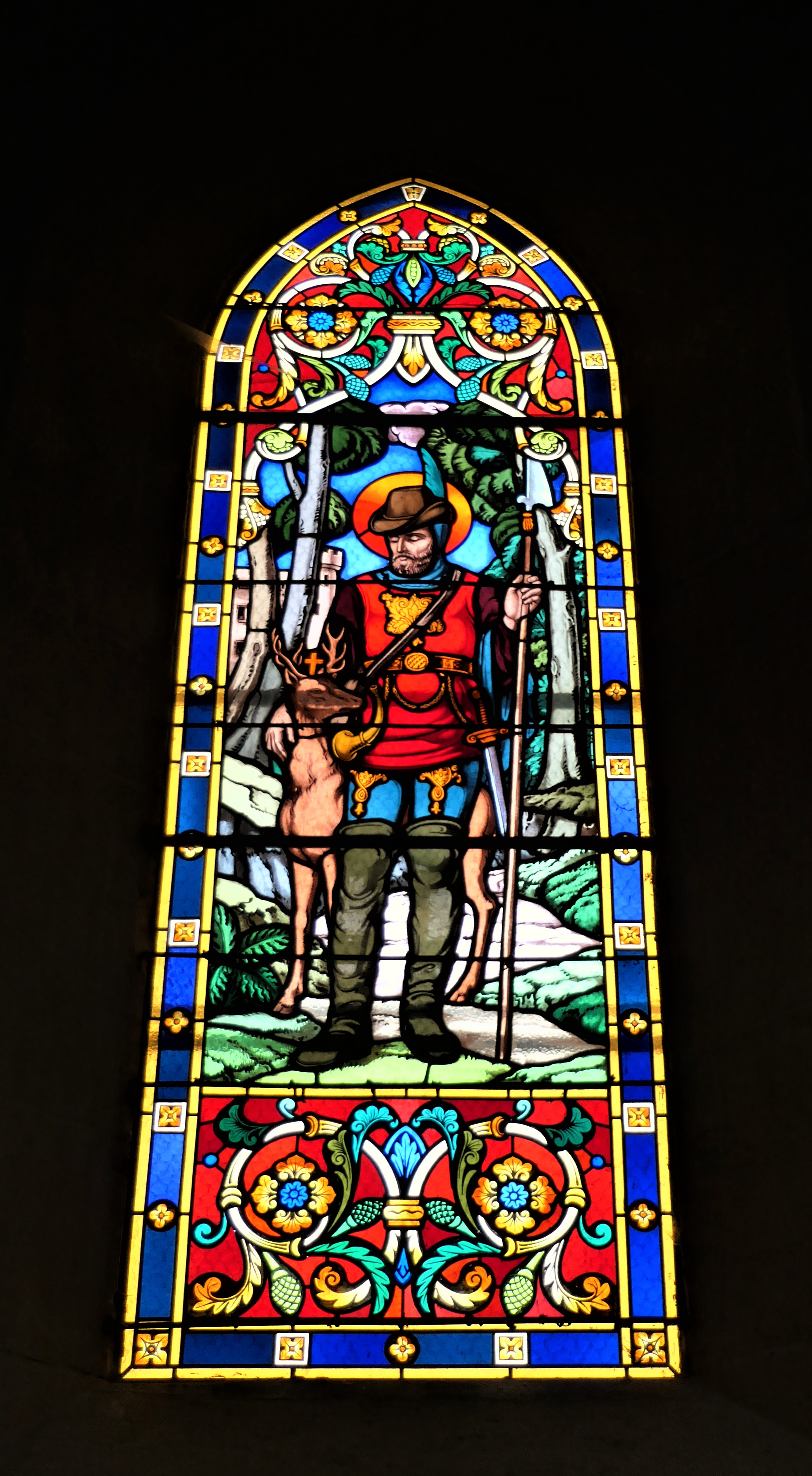
Vitrail, saint Hubert.
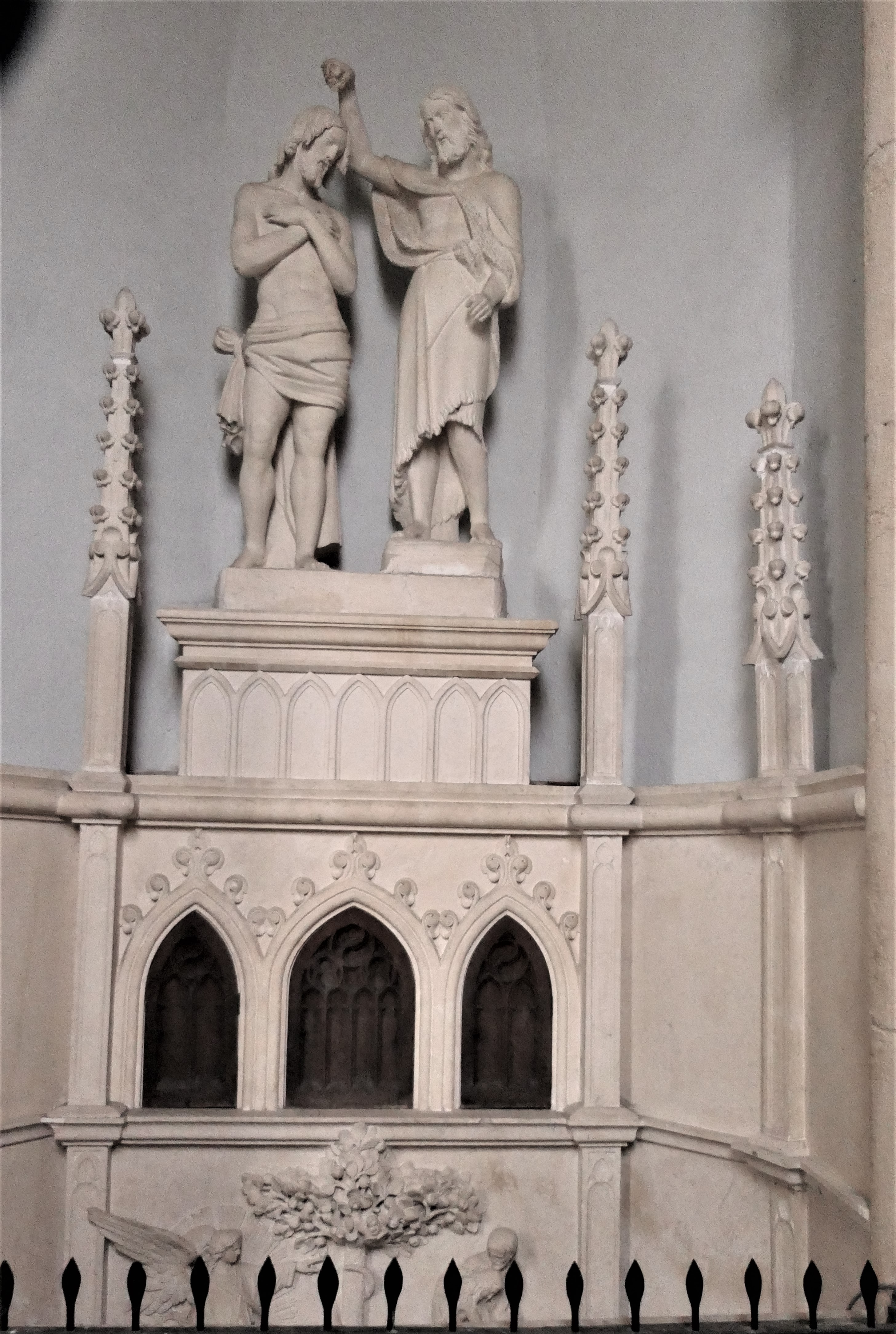
Fonts baptismaux de l'église, sculpture en marbre blanc (baptême du Christ).
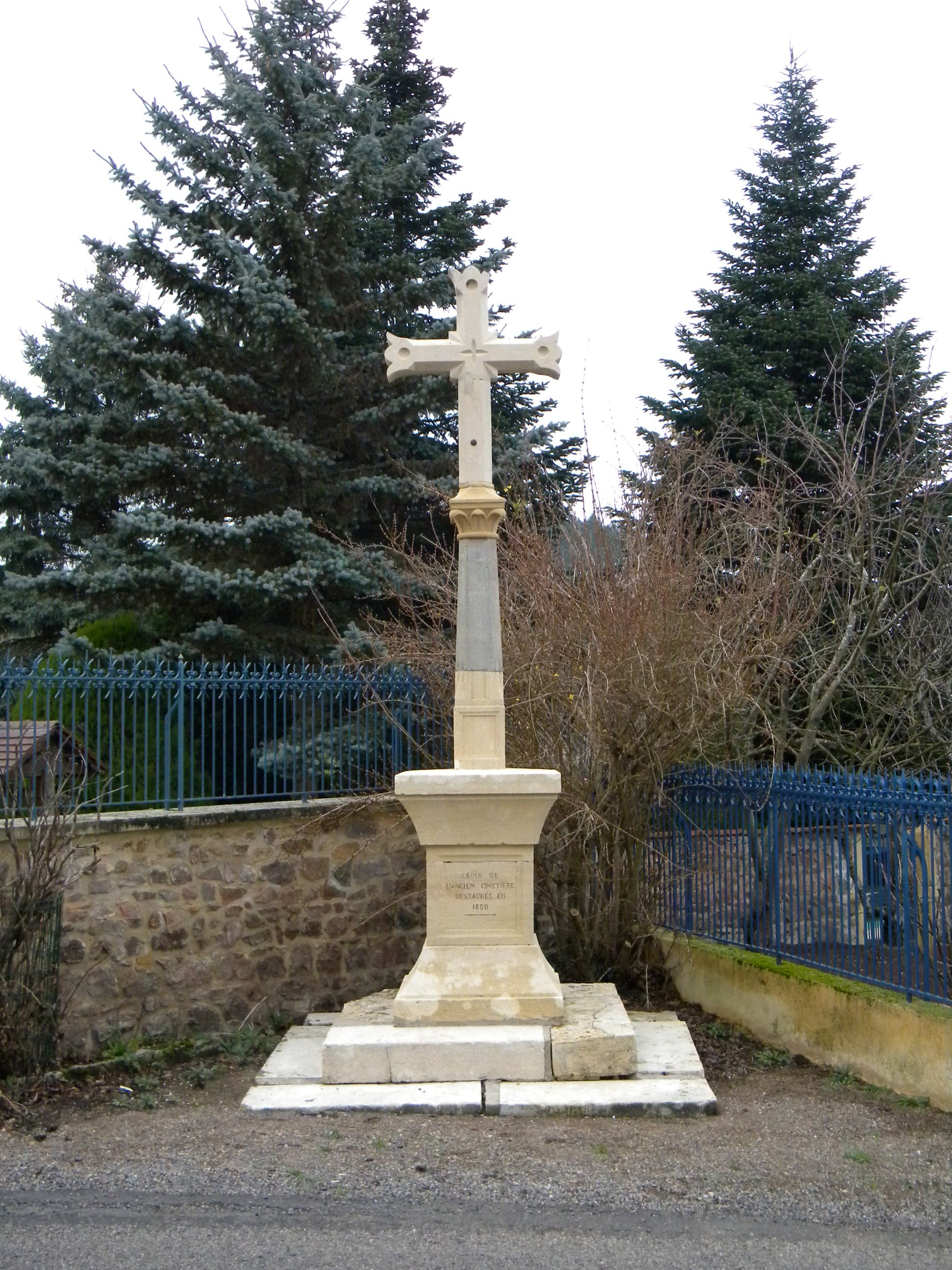
Croix de l'ancien cimetière, restaurée en 1850.

- Une reproduction de la grotte de Lourdes[22].

## Pour approfondir